# آلمایتی وویس
آلمایتی وویس (انگلیسی: Almighty Voice؛ زادهٔ تاریخ ورودی نامعتبر است) بازیکن لاکراس اهل کانادا است.